# Slavia Meridionalis
„Slavia  Meridionalis” – rocznik naukowy, wydawany przez Instytut Slawistyki PAN.